# Asociația pentru Promovarea Filmului Românesc
Asociația pentru Promovarea Filmului Românesc este o organizație din industria filmului românesc care prezintă Premiile Gopo, decernate anual începând cu anul 2007.

## Vezi și
- Premiile Gopo